# کشتی اتمی

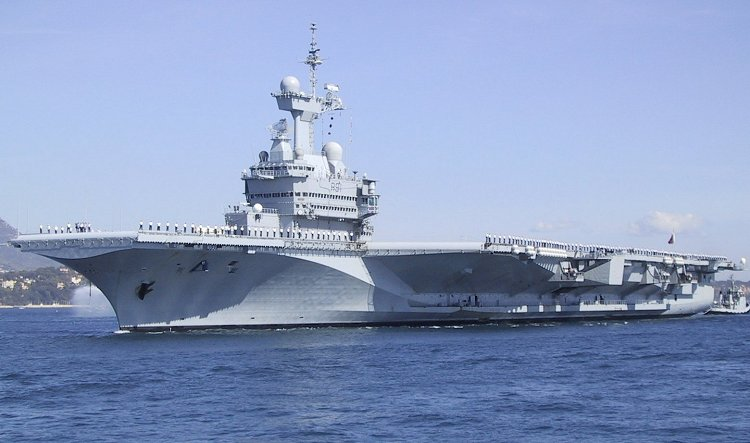
کشتی گاول ۹۶ (Gaulle96) با محرکه اتمی ، ۲۰۰۵

کشتی اتمی یا کشتی با نیروی محرکه هسته‌ای عموماً شامل کشتی‌های نیروی دریایی است که توسط راکتورهای هسته‌ای نسبتاً کوچک به نام رآکتورهای دریایی شناخته می‌شوند که مفهوم انقلابی در جنگ‌های دریایی بود.
در دنیا ۱۰ کشتی تجاری با محرکه اتمی در گذشته ساخته شدند که به دلیل مختلفی این گونه محرک‌ها از کشتی‌های تجاری کنار گذاشته شدند.

## ناو هواپیمابر هسته‌ای
نیروی دریایی ایالات متحده تا به امروز بیشترین تعداد ناوهای هواپیمابر هسته‌ای را دارا است، با تعداد ۱۰ عدد ناو هواپیمابر کلاس Nimitz که اولین آن‌ها USS Enterprise در تاریخ ۱ دسامبر ۲۰۱۲ باز نشست و غیرفعال شد.
بروزترین و جدیدترین ناو هواپیمابر فرانسه، شارل دوگل نیز دارای محرکه هسته‌ای است.
بریتانیا در مراحل طراحی ناو هواپیمابر کلاس ملکه الیزابت خود نیروی محرکه هسته‌ای را به دلیل هزینه‌های بالای آن رد کرد، زیرا حتی هزینه چندین دهه مصرف سوخت فسیلی کمتر از هزینه ساخت یک رآکتور هسته‌ای است.
از سال ۱۹۴۹ آزمایشگاه انرژی اتمی بتیس در نزدیکی پیتسبورگ پنسیلوانیا یکی از آزمایشگاه‌های سرآمددر توسعه محرک‌های نیروی هسته‌ای بوده‌است.

## زیردریایی هسته‌ای
نیروی دریایی ایالات متحده بزرگترین ناوگان زیردریایی‌های هسته‌ای را دارا است.
فقط نیروی دریایی ایالات متحده، نیروی دریایی سلطنتی انگلستان و نیروی دریایی فرانسه دارای ناوگان زیردریایی کاملاً اتمی هستند.
تا سال ۱۹۸۹، بیش از ۴۰۰ زیردریایی هسته‌ای فعال یادر دست ساخت بود. حدود ۲۵۰ نفر از این زیردریایی‌ها اکنون به دلیل برنامه‌های کاهش سلاح، از بین رفته‌اند و سفارش برخی از آن‌ها نیز به این ترتیب لغو شده‌اند.
روسیه و ایالات متحده هرکدام دارای بیش از یکصد زیردریایی هسته‌ای بودند. انگلیس و فرانسه هرکدام کمتر از بیست عدد و چین دارای ۶ عدد زیردریایی هسته‌ای بود.
نیروی دریایی هند اولین زیردریایی هسته‌ای بومی خود را بای کلاس Arihant در تاریخ ۲۶ ژوئیه ۲۰۰۹ به خدمت گرفت.
هند همچنین یک زیردریایی حمله هسته‌ای را به خدمت گرفته و در حال مذاکره برای اجاره یک زیردریایی هسته‌ای دیگر از روسیه است.
هند قصد دارد تا شش زیردریایی حمله هسته‌ای با کلاس Arihant را بسازد و به ساخت زیردریایی‌های موشکی بالستیک ادامه دهد.

## ناو دریایی هسته‌ای
- ایالات متحده تعدادی ناوهای هسته‌ای داشت. نام این ناوها  USS Bainbridge, USS کالیفرنیا, USS لانگ بیچ, USS Truxtun, USS کارولینالی جنوبی, USS ویرجینیا, USS تگزاس, USS میسیسیپیpi و USS آرکانزاس بود. ناو لانگ بیچ گران‌قیمت تلقی شد و در سال ۱۹۹۵ به جای دریافت نوبت سوم سوخت هسته‌ای و ارتقاء از رده خارج و در سال ۲۰۱۲ یه شرکت Puget Sound Naval Shipyard بعنوان قراضه فروخته شد. در حال حاضر ایالات متحده هیچ ناو هسته‌ای ندارد
- روسیه دارای چهار فروند ناو جنگی کلاس کورو است، اگرچه تنها یکی از آن فعال است و سه عدد دیگر مورد استفاده نیستند. کشتی فرماندهی SSV-33 اورال، بر اساس کلاس کیروف، نیز یه کنار گذاشته شده‌است. هفت عدد کشتی هسته‌ای یخ‌شکن همچنان در خدمت هستند: چهار عدد یخ‌شکن‌ها کلاس Arktica، دو عددکلاس Taymyr و یک عدد کشتی یح شکن کانتینری Sevmorput.